# Cornelius van den Velde
Cornelius van den Velde (auch Kornelius van den Velde; * 17. September 1670 in Hanau; † 19. September 1731 in Marburg) war ein deutscher Rechtswissenschaftler und Hochschullehrer.

## Leben
Van den Velde war Sohn des reformierten Predigers Hans Peter van den Velde (1640–1719). Er absolvierte ab 1685, nachdem er zuvor die niederen Schulen seiner Heimatstadt besucht hatte, das Gymnasium in Hanau. Er nahm anschließend 1687 ein Studium der Rechtswissenschaft an der Universität Marburg auf, wo er unter anderem bei seinem späteren Schwiegervater Johannes Goeddaeus studierte. 1689 wechselte er an die Universität Utrecht, 1690 an die Brandenburgische Universität Frankfurt. 1693 kehrte er kurzzeitig nach Hanau zurück, bevor er 1694 an die Universität Straßburg kam. Dort wurde er 1695 Lizenziat beider Rechte promoviert. Anschließend ging er nach Paris, wo er elf Monate verblieb, bevor er in seine Heimat zurückkehrte.
Van den Velde erhielt am 26. August 1697 durch den Landgrafen Karl von Hessen-Kassel die Erlaubnis als Privatdozent der Rechte an der Marburger Universität tätig zu werden. Seine Ernennung als außerordentlicher Professor der Rechtswissenschaft erfolgte am 20. August 1698, am 24. November 1698 hielt er seine Antrittsvorlesung. Am 3. Oktober 1701 wurde er als Professor institutionum imperialum vierter ordentlicher Professor, am 27. Mai 1706 zum Doktor beider Rechte promoviert. Ab 1719 war er Professor der Pandekten. In den Jahren 1707, 1711, 1715, 1727 und 1731 stand er als Dekan der Juristischen Fakultät, 1716 und 1724 als Rektor der Universität vor.
Van den Velde starb an der Brustwassersucht.
Der Mediziner Jacob van den Velde war sein Bruder.

## Werke (Auswahl)
- De obligationibus, quae ex literis oriuntur, Spoor, Straßburg 1695.
- De In-Et Subinfeudatione Domaniorum Principum Germaniæ Licita Vel Illicita, Kürßner, Marburg 1706.
- De Pluralitate Svffragiorvm In Causis Religionis, Kürßner, Marburg 1708.